# مارغريتا غونكاروفا
مارغريتا غونكاروفا (بالروسية: Гончарова, Маргарита Александровна)‏ هي منافسة ألعاب القوى روسية، ولدت في 14 مارس 1991 في فولسك في روسيا.

## روابط خارجية
- مارغريتا غونكاروفا على موقع Paralympic.org (الإنجليزية)
- مارغريتا غونكاروفا على موقع IPC.InfostradaSports.com (مؤرشف) (الإنجليزية)